# Sascha Lazimbat
Sascha Lazimbat (* 1970 in Köln) ist ein deutscher Unternehmer, Anwalt und Musikjournalist. Nachdem er in den 1990er Jahren vor allem über elektronische Musik schrieb (u. a. für Spex und Frontpage), gründete er 2004 gemeinsam mit Kurt Thielen das Unternehmen Zebralution als ersten Digitalvertrieb für Indie-Labels in Europa. Die GEMA erwarb im Dezember 2019 einen Mehrheitsanteil.

## Karriere

### Juristische Tätigkeit
Lazimbat studierte von 1990 bis 1995 Rechtswissenschaften an der Universität Köln. 1995 legte er das Erste Juristische Staatsexamen am Landgericht Köln ab. Von 1996 bis 1998 absolvierte er seine Referendarzeit in Berlin, Hamburg und London. 1998 folgte das Zweite Juristische Staatsexamen am Kammergericht Berlin. Von 1998 bis 1999 war er als Rechtsanwalt in der Hamburger Medien-Kanzlei Zimmermann & Decker tätig. Er besitzt eine Doppelzulassung als Rechtsanwalt und Syndikusrechtsanwalt in Berlin.

### Journalistische Tätigkeit
Von 1992 bis 2005 war Lazimbat freier Autor und Redakteur bei zahlreichen Musikzeitschriften und Szene-Magazinen, darunter Spex, die Kölner Stadt-Illustrierte, Prinz, Style & The Family Tunes, das Techno-Magazin Frontpage und Groove. Außerdem arbeitete er für Viva TV. Von 1995 bis 1996 war er Chef vom Dienst und stellvertretender Chefredakteur von Frontpage. Er war als Trendscout für Unternehmen wie Adidas tätig und Teil des Entwicklungsteams, das 1997 die Red Bull Music Academy konzipierte. In diesem Rahmen hielt er 1998 in Berlin und 1999 in Dublin auch Vorträge.

### Medien-Manager
Nach einem Jahr als Assistent des Vorstands bei Senator Entertainment (Filmproduktion und -Verleih) war er von 2001 bis 2005 Manager in der Vodafone-Gruppe, zunächst von 2001 bis 2002 als Business Development Manager bei dem Joint Venture von Vodafone und VivendiUniversal für mobile Dienste und Inhalte namens Vizzavi, danach von 2002 bis 2005 als Head of Music & Video bei Vodafone für alle Musik- und Videodienste zuständig wie etwa das Geschäft mit Klingeltönen und Realtones, die Entwicklung und Einführung von neuen innovativen Diensten wie MusicFinder und Entwicklung und Launch des weltweit ersten Dual Delivery Full-Track Music Download-Services.

## Zebralution
2004 gründete er mit Kurt Thielen das Start-up Zebralution als Digitalvertrieb für Independent-Labels, in dem er bis zur vollständigen Übernahme durch Warner Music im Jahr 2010 Co-Geschäftsführer war. Bei Warner Music war er parallel von 2007 bis 2010 als Managing Director Business & Corporate Development tätig.
2010 erfolgte die Gründung von A2 Electronic Publishing, eines Digitalvertriebs für E-Books. Mit Lazimbat als Geschäftsführer übernahm das Unternehmen den Digitalvertrieb für Verlage wie Bastei Lübbe, Rogner & Bernhard und Orell Füssli. 2012 wurde das E-Book-Vertriebsgeschäft durch Zebralution übernommen und Lazimbat Berater für diesen Geschäftsbereich. Außerdem war er als Berater von weiteren Digitalunternehmen wie tape.tv, FATdrop, Magix, Stagelink, Ampya, Magic Internet und Pluto TV tätig.
Zum 1. April 2017 kaufte Lazimbat als Teil eines vierköpfigen Konsortiums mit Kurt Thielen, Christof Ellinghaus und Konrad von Löhneysen Zebralution von Warner Music zurück und kehrte Lazimbat als Chief Operating Officer & General Counsel zu Zebralution zurück. Im Zusammenhang mit der Ausweitung des Geschäfts von Zebralution auf Spoken-Word-Inhalte wie Hörbücher kam es zur Gründung der Podcast-Tochterfima zebra-audio.net. 2019 kaufte Zebralution den technischen Dienstleister Encoding Management Service (EMS) aus Leverkusen, mit dem das Unternehmen seit 2005 zusammengearbeitet hatte.
Zum 4. Dezember 2019 erwarb die deutsche Verwertungsgesellschaft GEMA eine Mehrheitsbeteiligung in Höhe von 75,1 Prozent an Zebralution. Lazimbat blieb, genauso wie Thielen, geschäftsführender Gesellschafter.

## Weblink
- Offizielle Website von Zebralution